# دانیل سوبران
دانیل سوبران (فرانسوی: Daniel Soubeyran‎; ۱۱ اوت ۱۸۷۵ – ۸ فوریهٔ ۱۹۵۹) قایقران روئینگ اهل فرانسه بود.